# Jean-Louis Maunoury
Pour les articles homonymes, voir Maunoury.
Jean-Louis Maunoury est un auteur français né le 1er juillet 1939 à Nice.

## Biographie
Professeur agrégé d’économie à l’université de Nice, il consacre son temps libre à l’écriture : poésie, romans, essais, théâtre, livres pour la jeunesse. 
Il a publié neuf romans pour adultes (Gallimard, Mercure de France, Denoël, 
Robert Laffont : La Vie exemplaire de Bilal l’avertisseur) et s'est aussi passionné pour 
la sagesse de Nasr Eddin Hodja, apprenant le turc sur le tard et publiant plusieurs 
volumes de ces histoires chez Phébus, ainsi qu'un essai, Le Rire du Somnambule : humour et sagesse, au Seuil.
Jean-Louis Maunoury est le père de Pascal Mono, auteur-compositeur-interprète.[réf. nécessaire]

## Œuvres
- La Genèse des innovations, la création technique dans l'activité de la firme. Paris : Presses universitaires de France, 1968, VIII-435 p. (Bibliothèque d'économie contemporaine. Études I.S.E.A.)
- Éclipses. Paris : P.J. Oswald, 1976, 95 p. (Voix nouvelles ; 190)
- Palais Lascaris. Paris : Mercure de France, 1979, 148 p.
- Bestiaire. Goudargues : G. Chambelland, 1983, 56 p. (Le Pont de l'épée ; 79)
- Alarmes blanches. Nice : Fonds école de Nice, 1984, 48 p. (Mots de passe)
- Tracts. Landemer : Møtus, 1992, [48] p.  (ISBN 2-907354-23-X)
- Innocents. Paris : Éd. SW-Télémaque, 2009, 190 p.  (ISBN 978-2-7533-0082-8)

Romans
- Le Saut de l'ange : roman. Paris : Gallimard, 1988, 165 p.  (ISBN 2-07-071251-6)
- Chambre forte : roman. Paris : Quai Voltaire, 1994, 170 p.  (ISBN 2-87653-221-2)

Contes
- Allumette et Rosa : et autres histoires sauvages et apprivoisées, contes / ill. de Vincent Penot. Paris : Magnard, 1986, 106 p. (Fréquence 4 ; 3).  (ISBN 2-210-97103-9)
- Bonbons à la menthe : et autres histoires sauvages et apprivoisées, contes / ill. de Vincent Penot. Paris : Magnard, 1986, 106 p. (Fréquence 4 ; 5).  (ISBN 2-210-97105-5)
- Contes à croquer tout crus / ill. Anne-Lise Boutin. Paris : Sarbacane, 2010, 114 p.  (ISBN 978-2-84865-346-4)

Poésie
- Un Demi-sommeil. Paris : le Méridien, 1989, 38 p. (Poésie pour vivre).  (ISBN 2-86366-222-8)
- Chutes ; suivi de Manières d'êtres : poèmes. Charlieu : La Bartavelle, 1992, 90 p.(Parler bas).  (ISBN 2-87744-111-3)

Pièces de théâtre
- Omar le Maboul ou la rose des sables. Paris : Théâtrales l'association, 1994, 45 f.
- Le cyclope : autoportrait avec enfant. Paris : Théâtrales l'association, 1994, 44 f.
- Sarcophage. Paris : Théâtrales l'association, 1996, 65 f.